# Frutioidia dwukropka
Frutioidia dwukropka är en insektsart som beskrevs av Irena Dworakowska 1971. Frutioidia dwukropka ingår i släktet Frutioidia och familjen dvärgstritar.
Artens utbredningsområde är Sudan. Inga underarter finns listade i Catalogue of Life.